# Ovaro Kiinteistösijoitus
Ovaro Kiinteistösijoitus Oyj (fram till 2018 Orava Asuntorahasto Oyj) är ett finländskt fastighetsinvesteringsbolag som är noterat på Helsingforsbörsen. 
Bolaget investerar i hyresbostäder och affärslokaler i Finland. 
Bolaget var den första finländska fastighetsfonden som fick en skatteförmån såsom en så kallad REIT (Real Estate Investment Trust) . Bolaget förlorade dock skatteförmånen den 1 oktober 2018 då det bytte till sitt nuvarande namn och samtidigt blev ett vanligt investmentbolag.